# Copa das Nações da OFC de 2012
A Copa das Nações da OFC de 2012 foi a nona edição do torneio organizado pela Confederação de Futebol da Oceania (OFC). Foi realizado em Honiara, nas Ilhas Salomão, entre 1 e 10 de junho com a participação de oito seleções e serviu como eliminatória para a Copa do Mundo FIFA de 2014, no Brasil (equivalente a segunda fase).
Em uma final inédita, o Taiti venceu a Nova Caledônia na final por 1 a 0 e conquistou o título da competição pelo primeira vez. Como campeão da Oceania em 2012, se classificou para a Copa das Confederações FIFA de 2013 no Brasil.
Originalmente o torneio estava marcado para ser realizado no Fiji, entre 3 e 11 de junho, mas em março de 2012 a sede foi retirada devido a uma disputa legal envolvendo o secretário-geral da OFC, Tai Nicholas, e as autoridades fijianas. O torneio foi então atribuído às Ilhas Salomão.

## Participantes
As sete equipes mais bem posicionadas no ranking da FIFA de seleções se qualificaram automaticamente para a disputa da Copa das Nações. A última seleção participante foi definida na disputa entre as quatro seleções restantes da OFC, na primeira fase das eliminatórias para a Copa do Mundo.
| Seleção          | Qualificação              | Aparições | Melhor resultado                       |
| ---------------- | ------------------------- | --------- | -------------------------------------- |
| Ilhas Salomão    | Sede                      | 6ª        | Vice-campeão (2004)                    |
| Fiji             | Automática                | 7ª        | Terceiro lugar (1998 e 2008)           |
| Nova Zelândia    | Automática                | 9ª        | Campeão (1973, 1998, 2002 e 2008)      |
| Nova Caledônia   | Automática                | 5ª        | Vice-campeão (2008)                    |
| Vanuatu          | Automática                | 8ª        | Quarto lugar (1973, 2000, 2002 e 2008) |
| Taiti            | Automática                | 8ª        | Vice-campeão (1973, 1980 e 1996)       |
| Papua-Nova Guiné | Automática                | 3ª        | Primeira fase (1980 e 2002)            |
| Samoa            | Vencedor da primeira fase | 1ª        | Estreante                              |

## Sede
Todas as partidas foram realizadas no Estádio Lawson Tama em Honiara.
| Honiara             |
| ------------------- |
| Estádio Lawson Tama |
| Capacidade: 25 000  |
|                     |
| Honiara             |

## Sorteio
O sorteio dos grupos foi realizado durante a cerimônia que definiu a composição das eliminatórias da Copa do Mundo FIFA de 2014, no Rio de Janeiro, Brasil, a 30 de julho de 2011.
As seleções foram divididas em dois potes, onde no primeiro constavam as equipes posicionadas entre 1 e 4 no ranking da FIFA e no segundo pote as seleções restantes, além do vencedor da primeira fase.
| Pote 1                                            | Pote 2                                              |
| ------------------------------------------------- | --------------------------------------------------- |
| - Nova Zelândia - Fiji - Nova Caledônia - Vanuatu | - Ilhas Salomão - Taiti - Papua-Nova Guiné - Samoa† |

† Classificado da primeira fase, não previsto à época do sorteio.

## Fase de grupos
Todas as partidas seguem o horário local (UTC+11).

### Grupo A
| Seleção        | Pts | J | V | E | D | GP | GC | SG  |
| -------------- | --- | - | - | - | - | -- | -- | --- |
| Taiti          | 9   | 3 | 3 | 0 | 0 | 18 | 5  | +13 |
| Nova Caledônia | 6   | 3 | 2 | 0 | 1 | 17 | 6  | +11 |
| Vanuatu        | 3   | 3 | 1 | 0 | 2 | 8  | 9  | –1  |
| Samoa          | 0   | 3 | 0 | 0 | 3 | 1  | 24 | –23 |

| 1 de junho | Samoa    | 1 – 10    | Taiti                                                                                             | Estádio Lawson Tama, Honiara             |
| 12:00      | Malo 69' | Relatório | L. Tehau 8', 82', 84', 85' · J. Tehau 16', 78' · A. Tehau 18', 40' · T. Tehau 54' · Chong Hue 61' | Público: 3 000 Árbitro: SOL Gerald Oiaka |

| 1 de junho | Vanuatu                  | 2 – 5     | Nova Caledônia                                       | Estádio Lawson Tama, Honiara              |
| 15:00      | Tasso 52' · Naprapol 61' | Relatório | Kaï 32', 58', 76' · Gope-Fenepej 66' · R. Kayara 87' | Público: 7 000 Árbitro: NZL Peter O'Leary |

| 3 de junho | Vanuatu                                                           | 5 – 0     | Samoa | Estádio Lawson Tama, Honiara           |
| 12:00      | Naprapol 29' · Kaltack 45+1' · Malas 47' · Tasso 74' · Vava 90+3' | Relatório |       | Público: 2 200 Árbitro: SOL John Saohu |

| 3 de junho | Taiti                                                       | 4 – 3     | Nova Caledônia                   | Estádio Lawson Tama, Honiara           |
| 15:00      | A. Tehau 19' · Vallar 28' (pen) · L. Tehau 34' · Degage 86' | Relatório | Bako 76' · Haeko 83' · Kauma 89' | Público: 3 500 Árbitro: NZL Chris Kerr |

| 5 de junho | Nova Caledônia                                                                                | 9 – 0     | Samoa | Estádio Lawson Tama, Honiara             |
| 12:00      | R. Kayara 10' · Haeko 11', 45+1', 71', 89', 90+1' · Kabeu 22' · Ixoée 25' (pen) · Gnipate 44' | Relatório |       | Público: 1 000 Árbitro: SOL Gerald Oiaka |

| 5 de junho | Taiti                                                         | 4 – 1     | Vanuatu     | Estádio Lawson Tama, Honiara              |
| 15:00      | Vallar 14' (pen) · J. Tehau 37' · A. Tehau 57' · T. Tehau 86' | Relatório | Tasso 90+5' | Público: 1 000 Árbitro: NZL Peter O'Leary |

### Grupo B
| Seleção          | Pts | J | V | E | D | GP | GC | SG |
| ---------------- | --- | - | - | - | - | -- | -- | -- |
| Nova Zelândia    | 7   | 3 | 2 | 1 | 0 | 4  | 2  | +2 |
| Ilhas Salomão    | 5   | 3 | 1 | 2 | 0 | 2  | 1  | +1 |
| Fiji             | 2   | 3 | 0 | 2 | 1 | 1  | 2  | –1 |
| Papua-Nova Guiné | 1   | 3 | 0 | 1 | 2 | 2  | 4  | –2 |

| 2 de junho | Fiji | 0 – 1     | Nova Zelândia | Estádio Lawson Tama, Honiara                         |
| 12:00      |      | Relatório | Smith 11'     | Público: 15 000 Árbitro: NCL Isidore Assiene-Ambassa |

| 2 de junho | Ilhas Salomão | 1 – 0     | Papua-Nova Guiné | Estádio Lawson Tama, Honiara                |
| 15:00      | Totori 5'     | Relatório |                  | Público: 15 000 Árbitro: TAH Norbert Hauata |

| 4 de junho | Papua-Nova Guiné | 1 – 2     | Nova Zelândia        | Estádio Lawson Tama, Honiara             |
| 12:00      | Hans 89' (pen)   | Relatório | Smeltz 2' · Wood 52' | Público: 3 000 Árbitro: VAN Bruce George |

| 4 de junho | Fiji | 0 – 0     | Ilhas Salomão | Estádio Lawson Tama, Honiara                    |
| 15:00      |      | Relatório |               | Público: 12 000 Árbitro: TAH Abdelkader Zitouni |

| 6 de junho | Papua-Nova Guiné | 1 – 1     | Fiji         | Estádio Lawson Tama, Honiara                   |
| 12:00      | Jack 85'         | Relatório | Dunadamu 13' | Público: 3 000 Árbitro: TAH Abdelkader Zitouni |

| 6 de junho | Nova Zelândia | 1 – 1     | Ilhas Salomão | Estádio Lawson Tama, Honiara                |
| 15:00      | Wood 13'      | Relatório | Totori 56'    | Público: 18 000 Árbitro: TAH Norbert Hauata |

## Fase final
|  | Semifinais     | Semifinais     |   |               | Final          | Final |  |
|  |                |                |   |               |                |       |  |
|  | 8 de junho     |                |   |               |                |       |  |
|  | Taiti          | 1              |   |               |                |       |  |
|  | Ilhas Salomão  | 0              |   |               |                |       |  |
|  |                |                |   |               |                |       |  |
|  |                |                |   |               | 10 de junho    |       |  |
|  |                |                |   |               | Taiti          | 1     |  |
|  |                | Nova Caledônia | 0 |               |                |       |  |
|  |                |                |   |               |                |       |  |
|  |                |                |   |               |                |       |  |
|  |                |                |   |               | Terceiro lugar |       |  |
|  | 8 de junho     | 8 de junho     |   | 10 de junho   | 10 de junho    |       |  |
|  | Nova Zelândia  | 0              |   | Ilhas Salomão | 3              |       |  |
|  | Nova Caledônia | 2              |   |               | Nova Zelândia  | 4     |  |

### Semifinal
| 8 de junho | Taiti        | 1 – 0     | Ilhas Salomão | Estádio Lawson Tama, Honiara               |
| 11:00      | J. Tehau 15' | Relatório |               | Público: 15 000 Árbitro: NZL Peter O'Leary |

| 8 de junho | Nova Zelândia | 0 – 2     | Nova Caledônia               | Estádio Lawson Tama, Honiara                |
| 15:00      |               | Relatório | Kaï 60' · Gope-Fenepej 90+3' | Público: 10 000 Árbitro: TAH Norbert Hauata |

### Disputa pelo 3º lugar
| 10 de junho | Ilhas Salomão                | 3 – 4     | Nova Zelândia                   | Estádio Lawson Tama, Honiara                    |
| 11:00       | Teleda 48' · Totori 54', 87' | Relatório | Wood 10', 24', 29' · Smeltz 90' | Público: 15 000 Árbitro: TAH Abdelkader Zitouni |

### Final
| 10 de junho | Taiti         | 1 – 0     | Nova Caledônia | Estádio Lawson Tama, Honiara               |
| 15:00       | Chong Hue 10' | Relatório |                | Público: 10 000 Árbitro: NZL Peter O'Leary |

| Taiti | Nova Caledônia |

## Premiação
| Copa das Nações da OFC de 2012 |
| Polinésia Francesa             |
| ------------------------------ |
| TAITI Campeão (1º título)      |

Os seguintes prêmios foram dados:
- Golden Ball (Melhor Jogador):  Nicolas Vallar
- Golden Boot (Artilheiro):  Jacques Haeko
- Golden Glove (Melhor Goleiro):  Rocky Nyikeine
- Fair Play Award (Trófeu Fair Play):  Ilhas Salomão

## Artilharia
| 6 gols (1) - NCL Jacques Haeko 5 gols (2) - TAH Lorenzo Tehau - NZL Chris Wood 4 gols (4) - NCL Bertrand Kaï - TAH Alvin Tehau - TAH Jonathan Tehau - SOL Benjamin Totori 3 gols (1) - VAN Robert Tasso | 2 gols (7) - NCL Georges Gope-Fenepej - NCL Roy Kayara - TAH Nicolas Vallar - TAH Steevy Chong Hue - TAH Teaouni Tehau - VAN Jean Nako Naprapol - NZL Shane Smeltz 1 gol (15) - FIJ Maciu Dunadamu - NCL Dick Kauma - NCL Iamel Kabeu - NCL Judikael Ixoée | 1 gol (continuação) - NCL Kalaje Gnipate - NCL Marius Bako - NZL Tommy Smith - PNG Kema Jack - PNG Neil Hans - SAM Silao Malo - TAH Roihau Degage - VAN Brian Kaltack - VAN Dereck Malas - VAN Fredy Vava - SOL Himson Teleda |